# مقفزة
المِقْفَزة هي لباس أحادي القطعة ذو كمّين ورجلين وعادةً لا يغطي القدمين أو اليدين أو الرأس. المقفزة الأصلية هي اللباس الوظيفي المكون من قطعة واحدة والتي يستخدمها المظليّون.